# 埃斯卡納巴 (密歇根州)
埃斯卡納巴（英語：Escanaba）是一個位於美國密歇根州德爾塔縣的城市。根據2010年美國人口普查，該地共人口12699人，而該地的面積約為42.39平方千米。同時該地也是德爾塔縣的縣治。

## 地理
埃斯卡納巴的座標為45°44′43″N 87°03′52″W / 45.74528°N 87.06444°W，而該地的平均海拔高度為183米（即607英尺）。